# Carry On (album Chrisa Cornella)
Carry On – płyta Chrisa Cornella. Premiera płyty odbyła się 5 czerwca 2007 w Stanach Zjednoczonych. Album zawiera między innymi znany z filmu Casino Royale utwór "You Know My Name". Pierwszym singlem promującym album był "No Such Thing", drugim - "Arms Around Your Love" (do obu powstały teledyski).

## Lista utworów
1. "No Such Thing"
2. "Poison Eye"
3. "Arms Around Your Love"
4. "Safe and Sound"
5. "She'll Never Be Your Man"
6. "Ghosts"
7. "Killing Birds"
8. "Billie Jean"
9. "Scar on the Sky"
10. "Your Soul Today"
11. "Finally Forever"
12. "Silence The Voices"
13. "Disappearing Act"
14. "You Know My Name"
15. "Today" (utwór dodatkowy)
16. "Roads We Choose" (utwór dodatkowy)

## Zespół
| muzyk            | instrument    | piosenka |
| ---------------- | ------------- | --- |
| Chris Cornell    | wokal, gitara | wszystkie piosenki |
| Brian Ray        | gitara        | "No Such Thing","Poison Eye" "Killing Birds","Scar on the Sky" "Your Soul Today" |
| Dimitri Coats    | gitara        | "Poison Eye","Killing Birds" "Your Soul Today" |
| Cameron Greider  | gitara        | "Arms Around Your Love","Safe and Sound" "She'll Never Be Your Man","Ghosts" "Billie Jean","Scar on the Sky" "Your Soul Today","Finally Forever" "Silence the Voices","Disappearing Act" "You Know My Name"                      |
| Gary Lucas       | gitara        | "Arms Around Your Love", "Safe and Sound" "She'll Never Be Your Man","Ghosts" "Killing Birds", "Billie Jean" "Scar on the Sky", "Your Soul Today" "Finally Forever", "Silence the Voices" "Disappearing Act", "You Know My Name" |
| Miles Mosley     | gitara basowa | wszystkie piosenki |
| Nir Z            | perkusja      | wszystkie piosenki |
| Jamie Muhoberac  | keyboard      | "Poison Eye", "She'll Never Be Your Man" "Ghosts", "Killing Birds" "Billie Jean", "Scar on the Sky" |
| Steve Lillywhite | pianino       | "Your Soul Today" |
| Joe Sublett      | saksofon      | "Safe and Sound" |
| Darrell Leonard  | trąbka        | "Safe and Sound" |